# Niziny Wewnętrzne

Niziny Wewnętrzne zaznaczone na czerwono

Niziny Wewnętrzne (ang. Interior Plains) – obszar fizjograficzny położony pomiędzy między zachodnią krawędzią Tarczy Kanadyjskiej a fałdowym systemem Gór Skalistych; szeroka synklina, wypełniona skałami osadowymi datowanymi od paleozoiku do kenozoiku. Na tym podłożu wykształciły się trzy regiony tzw. „równin prerii”, przedzielone dwoma wyraźnymi progami morfologicznymi. Równiny te obniżają się ku północy, przechodząc w rzekę Mackenzie i dochodząc do brzegu Morza Beauforta. Ich południową granicę wyznaczają miasta Dallas i San Antonio.
Serie skalne zawierają liczne pokłady surowców energetycznych, takich jak: węgiel kamienny, ropa naftowa i gaz ziemny. Poza tym występuje tam potas, sól i gips. Całą powierzchnię Zachodnich Równin Wewnętrznych pokrywają osady lodowcowe.